# Haller Au

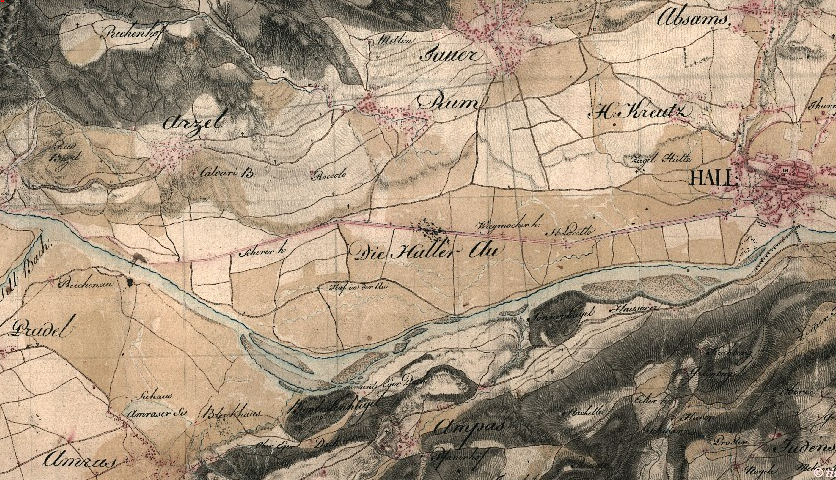
Haller Au, Josephinische (1.) Landesaufnahme, um 1800

Die Haller Au ist ein historisches Augebiet am Inn zwischen Innsbruck und der Stadt Hall. Der verbliebene Rest wird heute Thaurer Au genannt.

## Lage
Die Haller Au war die Flur am linken (nördlichen) Innufer, am Fuß des nördlichen Mittelgebirgs der Nordkette, unterhalb der Dörfer Arzl, Rum und Thaur. Sie erstreckte sich über knapp sechs Kilometer und einer Breite von etwa einem Kilometer vom Arzler Kalvarienberg innabwärts bis an die Tore von Hall.
Die Au war ein typisches Überschwemmungsgebiet des Inns, so lag noch der Haller Ortsteil Heiligkreuz, vor den Mauern der alten Befestigung, an der Hochwasserzone.
Heute liegen hier – von Innsbruck aus ostwärts – das Olympische Dorf/Neu-Arzl, Neu-Rum, die Thaurer Felder, das Industriezone Hall-Thaur und die Anlagen des Bahnhofs Hall. Nördlich erstrecken sich auf der Mittelgebirgsterrasse die Siedlungsräume der östlichen MARTHA-Dörfer und die Thaurer Felder.

## Geschichte
La-Tène-zeitliche Siedlungsfunde in den Thaurer Feldern belegen die Nutzung schon im ersten vorchristlichen Jahrtausend. Römische Siedlungsspuren der Spätantike sind hier verbreitet.
Noch im 18. Jahrhundert zeigte sich die Gegend als weitgehend geschlossener Auwald.
Direkt bei Hall (zwischenzeitlich Solbad Hall, heute Hall i.T.), der durch ihr Salz und die Lage an der Brennerroute bedeutenden Fugger-Stadt, war schon im Mittelalter eine Lände, ein Lade- und Lagerplatz für die Inn-Flößerei entstanden (Obere Lände): Hall war Endpunkt der Innschifffahrt.
Unter  Erzherzog Ferdinand II. wurde dann 1585–1589 die Landstraße, die früher über die Dörfer des Mittelgebirgs geführt hatte, durch die Haller Au neu trassiert, in streng geradstückigem Verlauf (heutige B171).
Zu der Zeit entstand auch Maria Loretto, ein zeitweise bedeutender lokaler Wallfahrtsort, als erste Ansiedlung, und der Stationsweg von Innsbruck her.
In Folge wurde auch der Arzler Bach gefasst (Haupt Canal) und das Feuchtgebiet drainiert.
Schon um 1820 bis gegen Mitte des Jahrhunderts zeigte sich die Haller Au dann gutteils gerodet und als Grünland parzelliert.
Um 1782 entstand der Schererhof, ein vom Innsbrucker Protomedikus und nachmaligen Leibarzt Maria Theresias, Claudius Martin Scherer, angelegtes Mustergut.
1858 wurde auch die Unterinntalbahn durch die Au verlegt, und es entstand das Gelände des heutigen Haller Verschiebebahnhofs westlich der Stadt.
Die Innsbrucker/Haller Straße war zu der Zeit eine gute Chaussee mit Allee. Seit 1891 verlief an ihrer Südseite die Lokalbahn Innsbruck–Hall in Tirol. 1893 wurde dann beim Schererhof in der Arzler Au, dem Westteil der Haller Au, der Landeshauptschießstand angelegt (er bestand vorher in Mariahilf, ging dort aber 1885 konkurs).
Dort entstand dann in den 1920ern die Schießstandsiedlung, das heutige Neuarzl.
In der Zwischenkriegszeit wurde die Haltestelle Rum eröffnet, und dort bildete sich mit dem Weiler Aurain/Rumerhof der Beginn des heutigen Neurum.
Das verbleibende Augebiet im Kern der Flur wurde spätestens ab etwa Mitte des 19. Jahrhunderts Thauerer Au genannt, da es in dieses Gemeindegebiet gekommen war. Die letzten Reste des einst geschlossenen Haller Auwalds verschwanden im frühen 20. Jahrhundert.
Nach dem Zweiten Weltkrieg setzte dann die Erschließung ein, die das Ende der Haller Au brachte: 1956/57 wurde anschließend an den Bahnhof das Tiroler Zollfreigebiet eingerichtet.
Für die Winterolympiade 1964 wurde an der Innsbrucker Stadtgrenze ab 1961 das Olympische Dorf, heute ein  eigener Stadtteil, erbaut. Dazu musste der Schießstand weichen (er wurde oberhalb von Arzl neu gebaut).
1971 wurde dann auch noch ein Teil der Thauerer Au als Gewerbegebiet gewidmet (Gewerbegebiet Thaur/Au), zusammen mit dem ehemaligen Zollfreigebiet – in den 1990ern Freilager, mit dem Schengenabkommen als solches weitgehend hinfällig geworden – firmiert es heute als Industriezone Hall-Thaur.
Bis in die 1990er war das Siedlungsgebiet von Mühlau bis südlich von Rum, wie auch von der Thaur–Haller Gemeindegrenze bis in das Ortszentrum von Hall schon geschlossen.
Das verbleibende landwirtschaftliche Areal in Thaur zwischen Olympischem Dorf/Neurum und Industriezone/Bahnhof Hall wurde bis 2006 einem Grundzusammenlegungsverfahren (Flurbereinigung) unterzogen. Es ist im Ausmaß von gut 7½ Hektar (zwischen B171 und Inn, mit kleinen Teilen in Rum) derzeit im örtlichen Raumordnungskonzept als Landwirtschaftliche Freihaltefläche (LF) vermerkt, soll also vorerst ohne Verbauung bleiben.
Von den einstigen ausgedehnten Auwäldern um Innsbruck sind heute nur mehr die kleinen Schutzgebiete Kranebitter Innau und Völser Au westlich der Stadt erhalten.